# فلبين أرينا
فلبين أرينا هي أكبر صالة رياضية في العالم، تتسع لحوالي 55 ألف مشجع.تم إفتتاح الصالة في 21 يوليو 2014 وتُعتبر الملعب الرسمي لمنتخب الفلبين لكرة السلة.